# 新聞調查局
新聞調查局（Bureau of Investigative Journalism，通常缩写为TBIJ或“Bureau”）是一家位于英國伦敦的非营利性公共利益新闻调查机构。它成立于2010年。為最大限度地发挥其调查的影响，該機構与出版商和广播公司合作。自成立以来，它已与廣角鏡、新聞之夜、英国广播公司、第四台、Dispatches、金融时报、每日电讯报和星期日泰晤士報等媒體合作。该機構曾經报道過无人机战争產生的影響。